# باول موناغان
باول موناغان هو سياسي بريطاني، ولد في 11 نوفمبر 1965 في مونتروز في المملكة المتحدة. نشط حزبياً في الحزب الوطني الإسكتلندي. في الانتخابات العامة في المملكة المتحدة 2015، انتخب عضو البرلمان السادس والخمسين للمملكة المتحدة ‏ عن دائرة كيثنيس، سوذرلاند وإيستر روس وقد انضم خلال فترته النيابية ‏ (7 مايو 2015 – 3 مايو 2017) للكتلة البرلمانية الحزب الوطني الإسكتلندي.

## وصلات خارجية
- الموقع الرسمي